# Slatina (Plzeň-sever)
Slatina é uma comuna checa localizada na região de Plzeň, distrito de Plzeň-sever.